# Marilena Geugjes
Marilena Geugjes (* 4. August 1991 in Viernheim) ist eine deutsche Politikerin (Bündnis 90/Die Grünen). Sie ist seit Juni 2024 Mitglied des Landtags von Baden-Württemberg.

## Ausbildung und Beruf
Geugjes studierte ab 2010 Politik- und Wirtschaftswissenschaft, Anglistik und Germanistik an der Ruprecht-Karls-Universität Heidelberg und in Brüssel. 2020 wurde sie am Institut für Politische Wissenschaft Heidelberg promoviert. Von 2017 bis 2019 war sie Teil des Leitungsgremiums des Heidelberger Instituts für Internationale Konfliktforschung. Zwischenzeitlich war sie auch als wissenschaftliche Mitarbeiterin für Abgeordnete im Landtag von Baden-Württemberg und im Deutschen Bundestag tätig. Von 2021 bis zu ihrem Einzug in den Landtag 2024 war sie als Forscherin und Dozentin an der Hessischen Hochschule für öffentliches Management und Sicherheit tätig.
Neben der deutschen besitzt Geugjes auch die dänische Staatsbürgerschaft. Sie ist verheiratet, hat zwei Kinder und lebt in Heidelberg.

## Politik
Geugjes ist Mitglied von Bündnis 90/Die Grünen. Für diese sitzt sie seit 2019 im Heidelberger Gemeinderat.
Bei der Landtagswahl in Baden-Württemberg 2021 kandidierte Geugjes als Ersatzkandidatin von Theresia Bauer im Landtagswahlkreis Heidelberg. Sie rückte am 15. Juni 2024 für Bauer nach deren Mandatsverzicht in den Landtag nach. Bei der parteiinternen Nominierung zur Landtagswahl 2026 verfehlte Geugjes eine erneute Kandidatur.

## Ehrenamt
Von 2021 bis 2023 gehörte Geugjes als kooptiertes Mitglied dem Kleinen Konvent der Schader-Stiftung an.

## Ehrungen und Auszeichnungen
2024 wurde Geugjes mit dem Helene-Weber-Preis ausgezeichnet.

## Werke
- Middle Class and Welfare State. Making Sense of an Ambivalent Relationship. London, New York: Routledge 2020 (zusammen mit Marlon Barbehön und Michael Haus) ISBN 978-1-032-47464-9.